# Grönlundstjärnarna
Grönlundstjärnarna är en sjö i Kristinehamns kommun i Värmland och ingår i Göta älvs huvudavrinningsområde.